# Anigalale, Alur
Anigalale là một làng thuộc tehsil Alur, huyện Hassan, bang Karnataka, Ấn Độ.